# Lorenzo Girolamo Mattei

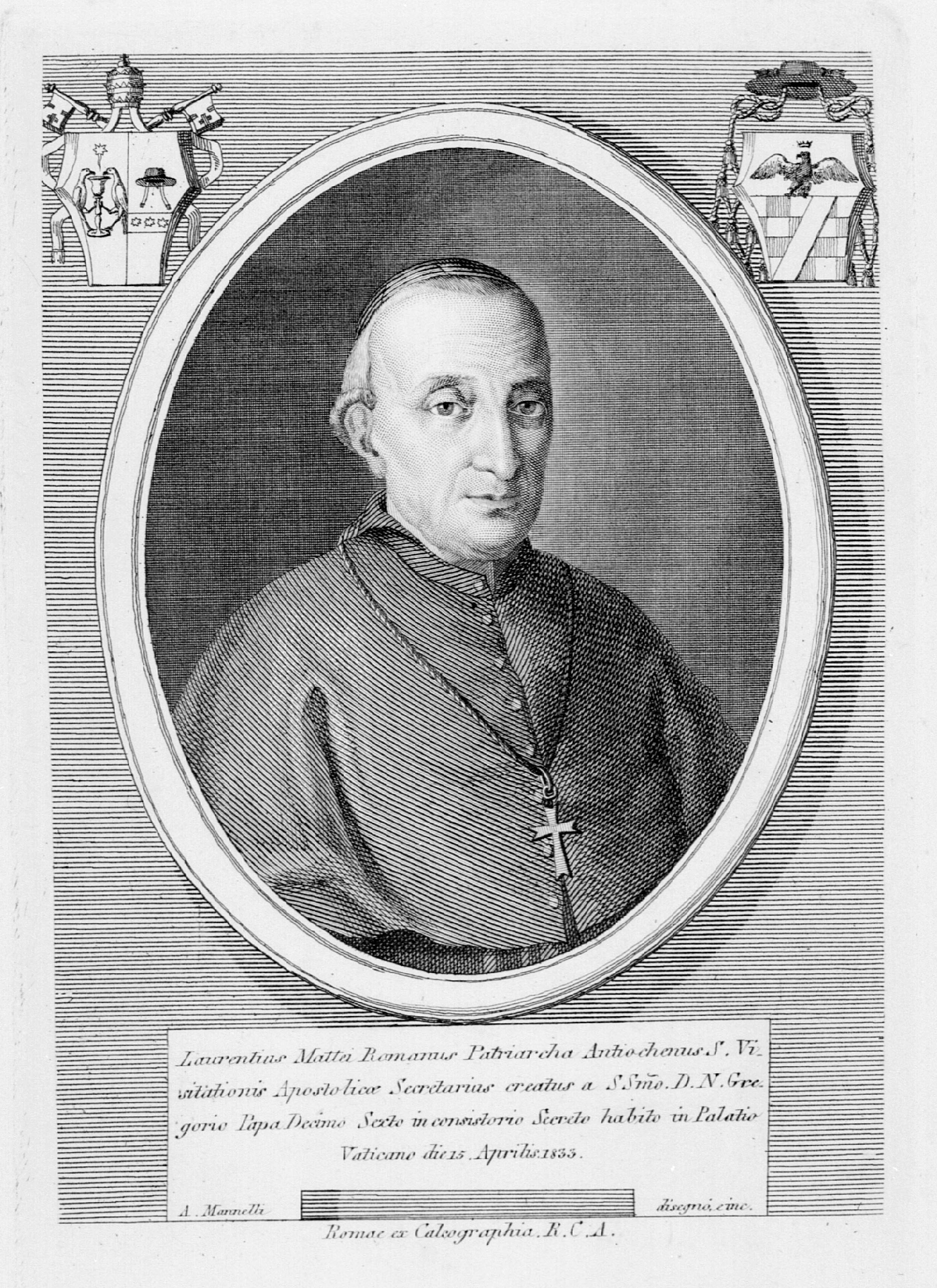

Lorenzo Girolamo Mattei (* 28. Mai 1748 in Rom; † 24. Juli 1833 ebenda) war ein italienischer Kardinal der Römischen Kirche.

## Leben
Lorenzo Girolamo Mattei war das zweite von vier Kindern des Fürsten Girolamo Mattei und dessen zweiter Ehefrau Maria Caterina Altieri. Sein Bruder Alessandro wurde bereits 1779 Kardinal, beide waren sie Neffen der Kardinäle Luigi Mattei und Vincenzo Maria Altieri. Er gehörte der alten römischen Adelsfamilie Mattei an.
1771 wurde Mattei Kanoniker der Vatikanbasilika und blieb dies bis zu seinem Tode. Die Priesterweihe empfing er am 13. Juni 1772, danach wurde er Referendar an den Tribunalen der Apostolischen Signatur. 1787 wurde er zum Hausprälat Seiner Heiligkeit ernannt. Er wurde Sekretär der Kongregation für Ablässe und die heiligen Reliquien und Kanoniker der päpstlichen Lateranbasilika. Am 29. Dezember 1801 wurde ihm durch besonderen Gnadenerweis des Papstes der Grad eines Doctor iuris utriusque zuerkannt.
Am 27. September 1822 wurde Lorenzo Girolamo Mattei zum Lateinischen Patriarchen von Antiochien ernannt. Die Bischofsweihe spendete ihm zwei Tage später der Dekan des Kardinalskollegiums und Kardinalbischof von Ostia e Velletri Giulio Maria della Somaglia; Mitkonsekratoren waren die Kurienerzbischöfe Gianfrancesco Falzacappa und Antonio Baldini. Im Jahr 1826 lehnte er eine Berufung auf den erzbischöflichen Stuhl von Ferrara ab.
Papst Gregor XVI. ernannte ihn im Konsistorium vom 15. April 1833 zum Kardinalpriester, den Kardinalshut empfing er am 18. April desselben Jahres. Er starb noch vor dem Konsistorium vom 29. Juli 1833, in dem seine Titelkirche bekanntgegeben werden sollte, am Nachmittag des 24. Juli 1833 und wurde in der Cappella Mattei der Kirche Santa Maria in Aracoeli beigesetzt.